# Тысяча и один рецепт влюблённого кулинара
«Тысяча и один рецепт влюблённого кулинара» (груз. შეყვარებული კულინარის 1001 რეცეპტი) — комедия 1996 года киностудии «Адам и Ева».

## Сюжет
Французский повар-путешественник Паскаль Ишак (Пьер Ришар) прожил бурную и плутовскую жизнь. В десятые годы XX века судьба забрасывает его в далёкую Грузию. Паскаль намеревается пробыть там всего несколько дней. Он не знает, что окажется вовлечён в водоворот интересных и важных событий, что его ждут слава, удача, безумная любовь.

## В ролях
- Пьер Ришар — Паскаль Ишак
- Нино Киртадзе — Сесилия Абашидзе
- Мишлин Прель — Марселла Ишак
- Тимур Камхадзе — Зигмунд Гоголадзе
- Гурам Пирцхалава — Платон
- Жан-Ив Готье — Антон Гоголадзе
- Кахи Кавсадзе — Ной Жордания, президент Грузии
- Рамаз Чхиквадзе — певец / красный комиссар
- Марина Кахиани — секретарь
- Элгуджа Бурдули — дедушка
- Александр Ильин — Уинстон Черчилль
- Хатуна Иоселиани — Александра Коллонтай
- Нино Коберидзе — секретарь
- Шота Кристесашвили — друг Зигмунда
- Гиви Тохадзе — метрдотель
- Тамаз Толорая — официант

## Награды и номинации
- 1997 год — номинация на премию «Оскар» в категории «Лучший фильм на иностранном языке»[1].
- 1996 год — лауреат премии фестиваля «Киношок» в категории «Лучший сценарий».